# رزق أباد (كاشمر)
رزق‌ أباد هي قرية في مقاطعة كاشمر، إيران. عدد سكان هذه القرية هو 2,394 في سنة 2006.